# Heimmühle
Heimmühle ist ein Gemeindeteil des Marktes Thalmässing im Landkreis Roth (Mittelfranken, Bayern). Heimmühle liegt in der Gemarkung Thalmässing.

## Geographische Lage
Die Einöde liegt südwestlich von Thalmässing auf circa 445 m ü. NHN im Tal des Rumpelbaches (auch Rumpelbrunnen oder Michelbach), einem rechten Zufluss der Thalach. Die Staatsstraße 2225 führt dort von Thalmässing aus auf die Jura-Hochebene nach Waizenhofen. Westlich und südlich steigt das Gelände in dicht bewaldeten Hängen steil zur Frankenalb hin auf eine Höhe von etwa 600 m ü. NHN an.

## Geschichte
Das fruchtbare Tal war bereits während des Neolithikums besiedelt, wie einzelne Funde belegen. Nur 250 m südlich der Heimmühle befand sich ein Siedlungsplatz, der mit D-5-6933-0113 als Bodendenkmal geschützt ist. 
Eine kleine Höhle am Fuß des Bergerstal bot zusätzlichen Schutz bei Extremwetterlagen und etliche Quellen am Bucksteig lieferten sauberes Trinkwasser. Mehrere weitere Siedlungsplätze der Bronze- und Latènezeit befanden sich im Umkreis von 1 km auf den Anhöhen.
Gegen Ende des Alten Reiches gehörte die Einödmühle zum ehemals brandenburg-ansbachischen, seit 1792 preußischen Kastenamt Stauf (seit 1797 mit Sitz in Thalmässing). Die Hochgerichtsbarkeit hatte das Oberamt Stauf-Landeck inne. Kirchlich gehörte die Mühle zur oberen Thalmässinger evangelisch-lutherischen Pfarrei St. Michael.
Im Königreich Bayern kam die Mühle 1808 zum Steuerdistrikt Thalmässing und wurde 1811 Teil der Ruralgemeinde Thalmässing. Zunächst (ab 1. Oktober 1809) im Landgericht Raitenbuch, kam die Gemeinde Thalmässing und damit auch die Heimmühle 1812 an das Landgericht Greding.
1810 wechselte die Mühle letztmals den Besitzer, und zwar von dem bürgerlichen Oberleutnant Bernreuther durch Zwangsversteigerung an die Müllerfamilie Müller. 1886 wurde unter Georg Müller die Mühle zum Sägewerk umfunktioniert.

### Einwohnerentwicklung
- 1823: 6 (1 Anwesen)[7]
- 1871: 6 (2 Gebäude; 6 Stück Rindvieh)[8]
- 1900: 6 (1 Wohngebäude)[9]
- 1950: 6 (1 Anwesen)[7]
- 1961: 5 (1 Wohngebäude)[10]
- 1970: 8[11]
- 2015: 3[12]